# Callicorixa wollastoni
Callicorixa wollastoni är en insektsart som först beskrevs av Douglas och Scott 1865.  Callicorixa wollastoni ingår i släktet Callicorixa, och familjen buksimmare. Arten är reproducerande i Sverige.